# Abbaye de Guimaras
L'abbaye de Guimaras, officiellement abbaye Notre-Dame des Philippines, est une abbaye de moines trappistes située sur l'île de Guimaras, aux Philippines.
Fondée en 1972, c'est la seule abbaye cistercienne masculine de l'archipel philippin.

## Localisation et toponymie
L'abbaye est située approximativement au centre de la petite île de Guimaras, dans le village de Barangay San Miguel.

## Histoire

### Fondation
Le principe d'une fondation trappiste aux Philippine est étudié au début des années 1970 par les abbayes des États-Unis, qui choisissent de cofinancer cette fondation. Les moines arrivent sur place pour fonder l'abbaye le 31 août 1972. LA construction démarre immédiatement et l'abbaye est officiellement fondée le 13 décembre 1973.

### Développement
Très dépendante de sa maison-mère à ses débuts, la fondation philippine est érigée en prieuré le 20 mai 1982 et devient une abbaye indépendante le 29 octobre 1990.

### Liste des abbés
- Pedro Lazo, supérieur du 31 août 1972 à 1976
- Athanasius Doll, supérieur de 1976 au 20 mai 1982
- Gabriel Oppus, prieur du 22 mai 1982 au 14 février 1988
- Joseph Chu-Cong, prieur du 15 février 1988 au 29 octobre 1990 puis abbé de cette date au 12 décembre 1995
- Filomeno Cinco, abbé du 28 février 1996 au 28 février 2002
- John Eudes Bamberger, supérieur ad nutum du 28 février 2002 au 15 août 2003
- Alberic Maisog, supérieur ad nutum du 15 août 2003 au 20 février 2006
- Filomeno Cinco, à nouveau abbé de 2006 à 2012
- Gerard Ingusan, supérieur ad nutum de 2012 à 2014, puis abbé depuis cette date[3]

## Vie de la communauté
En 2016, la communauté compte vingt moines.
La communauté est entièrement autosuffisante en ce qui concerne la nourriture, aussi bien celle consommée par les moines que celle proposée aux visiteurs.

## Architecture
L'abbaye se compose d'une église, des bâtiments hébergeant la communauté et d'une maison d'hôtes ; le complexe comprend également une usine et un magasin d'abbaye vendant des produits religieux ainsi que les confitures, gelées, viennoiseries ou pâtes à tartiner confectionnées par les moines,.